# Chlodio

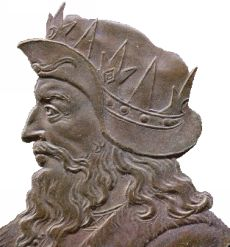
Fantasieportret op een achttiende-eeuwse penning

Chlodio, ook wel bekend als Clodio, Cloio, Chlogio, "Clodion" of Chlodian VI (? - ca. 448) was een belangrijk krijgsheer van de Salische Franken omstreeks 428. Hij wordt in de Kronieken van Fredegar (samengesteld rond 660) de zoon van Theudemer genoemd. Volgens andere bronnen zou hij de zoon van de legendarische koning Pharamond zijn geweest. 

## Geschiedenis
Afgaande op de Historia Francorum van Gregorius van Tours kwam Chlodio uit Thüringen. Daar had hij een burcht te Dispargum aan de grens van het toenmalige Thuringen (Chlogionem ..., qui apud Dispargum castrum habitabat, quod est in terminum Thoringorum). Op basis van 11e-eeuwse bronnen wordt Dispargum soms geïdentificeerd met de palts in het Duitse Duisburg.
Clodio was mogelijk betrokken bij een drietal oorlogen tegen de Romeinen, in 428 en 431 en ergens tussen 440 en 450. Bij die gelegenheden vielen de steden Kamerijk en Doornik in zijn handen. Hij beheerste het gebied tot aan de rivier de Somme en maakte van de stad Doornik een Frankische hoofdplaats. Omstreeks 431 of 448 werd hij door de Romeinen verrast tijdens de bruiloft van een van zijn edelen en verslagen nabij Atrecht in het latere Artesië. Ondanks de nederlagen bleef het gebied van het huidige België en Noord-Frankrijk tot aan de Somme onder zijn gezag. Chlodio werd een bondgenoot van de Magister militum Aetius, doch stierf kort nadien. Hij werd opgevolgd door Merovech, die vermoedelijk zijn zoon of schoonzoon was. Volgens een alternatieve hypothese werd Chlodio opgevolgd door Chlodebaudes, terwijl Merovech een verwant zou zijn geweest. Nog anderen menen dat Chlodio en Chlodebaudes één en dezelfde persoon waren.